# Martina Bescós García
Martina Bescós García (Saragossa, 9 de abril de 1912 - Saragossa, 16 d’abril de 2008) va ser la primera cardiòloga espanyola, membre fundadora de la Societat Espanyola de Cardiologia, de la qual va ser nomenada membre d'honor el 1985, i de la Societat Aragonesa de Cardiologia.

## Biografia
Filla d'un metge de la capital saragossana, va acabar el batxillerat el 1926. Va poder accedir a l'educació superior gràcies al decret del 8 de març de 1910, que permetia l'accés de les dones a la universitat. Va obtenir la llicenciatura en medicina el 1933 i el doctorat el 1934, amb la qualificació d'Excel·lent i Premi Extraordinari.
A la Facultat de Medicina, va compartir aules només amb altres cinc dones. Com a alumna avantatjada, va arribar a ser cap de pràctiques en diverses matèries. En els últims cursos de carrera va començar la seva àmplia especialització i va fer diversos cursos durant els estius a la Casa de Salut de Valdecilla (Santander), un institut per a postgraduats, i, aprofitant les seves estades per a perfeccionar la llengua anglesa i francesa a Londres i Tours, va visitar hospitals clínics. En 1933 va obtenir una beca de la Junta per a l'Ampliació d'Estudis que li va permetre treballar durant un any en el Kaiserin Elisabeth Spital de la Universitat de Viena amb el professor Falta sobre la “Influència de les secrecions en la resistència de l'organisme contra agents infecciosos”, científic que també va dirigir la seva tesi doctoral sobre “Administració de grans dosis de galactosa en estats normals i patològics”, llegida a la Universitat Central al juny de 1934. Ja doctora i havent aprovat les oposicions de Metge de la Marina Civil i d'Inspector Provincial de Sanitat, va sol·licitar una altra beca per a treballar amb els professors Schönheimer i Sperry en el Departament de Química Biològica de la Universitat de Colúmbia a Nova York, però la Guerra Civil espanyola va impedir aquest desplaçament.
Es va formar amb el doctor Royo Villanova en la càtedra de Patologia Mèdica de la Universitat de Saragossa, amb el doctor Lamelas a l'Hospital de Valdecilla i amb el doctor Jiménez Díaz a l'Hospital San Carlos de Madrid. En aquest hospital va ser nomenada Cap de consultes de Patologia, treball que compaginava amb la seva recerca a l'Instituto de Investigaciones Médicas, fins al 1937.
De tornada a Saragossa a causa de la guerra civil, va treballar en diverses clíniques, entre les quals la del doctor López Buera, especialista en pulmó i cor, amb qui va contreure matrimoni. Posteriorment es va incorporar a l'Hospital Clínic d'aquesta Universitat, en la qual va exercir la seva activitat investigadora i docent fins a la jubilació, el 1982, primer en la càtedra de Patologia General i des de 1968 va ser professora ajudant de classes pràctiques de Cardiologia i Cap de la Secció d'Arrítmies i Electrofisiología.
Mantingué sempre el seu compromís social amb els més desfavorits en llunyans hospitals de l'Àfrica Central.